# Bel (jedinica)
Bel (prema A. G. Bellu; oznaka B) je brojčana jedinica razine određene fizikalne veličine prema odabranoj usporedbenoj vrijednosti, kada je ta razina određena dekadskim logaritmom omjera vrijednosti tih veličina. Bel je iznimno dopuštena jedinica izvan SI (Međunarodni sustav mjernih jedinica), povezana s jedinicom neper (Np) jednadžbom: 
{\displaystyle L={\frac {1}{2}}\cdot \ln 10\,(\mathrm {Np} )}
Većinom se upotrebljava decimalna jedinica decibel (dB = 0,1 B). Na primjer ako je snaga nekog signala 1 W, a dogovorena usporedbena snaga 1 mW, tada je razina signala:
{\displaystyle L=10\cdot \log _{10}\!\left({\frac {1}{0,001}}\right)\!~\mathrm {dB} =10\cdot \log _{10}\,10^{3}\!~\mathrm {dB} =30\,\mathrm {dB} }
Bel mjerna je jedinica kojom se izražava logaritam omjera istovrsnih veličina. Najčešće se koristi u telekomunikacijama, elektrotehnici i akustici za izražavanje slabljenja (gušenja) i pojačanja (dobitka) signala, te za razinu signala u odnosu na neku referentnu vrijednost.

## Definicija
| L      | omjer snaga | omjer amplituda |
| ------ | ----------- | --------------- |
| 40 dB  | 10000       | 100             |
| 20 dB  | 100         | 10              |
| 10 dB  | 10          | ≈ 3,16          |
| 6 dB   | ≈ 4         | ≈ 2             |
| 3 dB   | ≈ 2         | ≈ 1,41          |
| 0 dB   | 1           | 1               |
| −3 dB  | ≈ 0,5       | ≈ 0,708         |
| −6 dB  | ≈ 0,25      | ≈ 0,5           |
| −10 dB | 0,1         | ≈ 0,316         |
| −20 dB | 0,01        | 0,1             |
| −40 dB | 0,0001      | 0,01            |

Belom se izražava dekadski logaritam omjera dviju istovrsnih veličina P1 i P2 koje su razmjerne snazi ili energiji:
{\displaystyle L=\log {\frac {P_{1}}{P_{2}}}\,\mathrm {B} =10\log {\frac {P_{1}}{P_{2}}}\,\mathrm {dB} }
Jedan bel (B) je razina L pri kojoj je omjer P1/P2 jednak 10. Uobičajena jedinica decibel (dB) tvori se pomoću predmetka „deci“ (znak d):
{\displaystyle 1\,\mathrm {dB} ={\frac {1}{10}}\,\mathrm {B} }
Kvadrat efektivne vrijednosti veličine kojom se izražava amplituda x (npr. električni napon ili zvučni tlak) u linearnom je sustavu razmjeran odgovarajućoj veličini P, tj.:
{\displaystyle {\tilde {x}}^{2}\sim P}
Slijedi da je kod određivanja vrijednosti razine ili odnosa preko veličina razmjernih amplitudi potrebno uspoređivati kvadrate tih veličina, to jest vrijedi:
{\displaystyle L=10\log {\frac {P_{1}}{P_{2}}}\,\mathrm {dB} =10\log {\frac {{\tilde {x}}_{1}^{2}}{{\tilde {x}}_{2}^{2}}}\,\mathrm {dB} =20\log {\frac {{\tilde {x}}_{1}}{{\tilde {x}}_{2}}}\,\mathrm {dB} }
Pri tome x1 i x2 moraju biti izraženi u istim jedinicama. Primjer tako definirane veličine je razina zvučnog tlaka.

## Jakost zvuka
Jakost zvuka (oznaka I) je fizikalna mjerna veličina koja opisuje energiju zvučnoga vala u vremenskom razdoblju (intervalu) kroz površinu okomitu na smjer širenja vala. Mjerna je jedinica vat po kvadratnom metru (W/m²).
Prag čujnosti je najmanja jakost zvuka koju ljudsko uho može čuti: 
{\displaystyle I_{0}=1~\mathrm {pW/m^{2}} =0,000\,000\,000\,001~\mathrm {W/m^{2}} .}
Razina jakosti zvuka (oznaka L) je mjerna veličina prilagođena osjetljivosti ljudskoga uha, deseterostruki logaritam omjera jakosti nekoga zvuka i praga čujnosti, odnosno: 
{\displaystyle L={\frac {1}{2}}\cdot \ln \!\left({\frac {I}{I_{0}}}\right)\!~\mathrm {Np} =\log _{10}\!\left({\frac {I}{I_{0}}}\right)\!~\mathrm {B} =10\cdot \log _{10}\!\left({\frac {I}{I_{0}}}\right)\!~\mathrm {dB} }
gdje je:
- I - razina jakosti zvuka;
- I0 - prag čujnosti;
- Np - neper;
- B - bel;
- dB - decibel.[2]

Valovi zvuka proizvode tlak na tijelo na koje udaraju. Jakost zvuka je količina energije koju isijava izvor zvuka u 1 sekundi kroz površinu od 1 m2 okomito na smjer njegovog širenja i mjeri se u W/m2. Iz izraza za gustoću energije vidimo da je jakost zvuka to veća što je veća gustoća sredstva ρ u kojem se zvuk širi i što je veća amplituda A vala. Međutim, kod prostornih valova gustoća energije opada s kvadratom udaljenosti, pa je u tom razmjeru i jakost zvuka:
{\displaystyle j={\frac {j_{0}}{r^{2}}}\ }
gdje je: j0 - gustoća energije na duljini r = 1 metar od njegovog izvora. 

### Decibel
Decibel (oznaka dB) je decimalna jedinica brojčane jedinice bel iznimno dopuštene izvan SI (Međunarodni sustav mjernih jedinica). Decibel je jedinica razine neke fizikalne veličine (razine snage, napona, struje, jakosti zvuka i drugog). Poseban je naziv za broj jedan kada je razina (na primjer snage P2 prema snazi P1) izračunana jednadžbom:
{\displaystyle L=10\cdot \log _{10}\!\left({\frac {P_{2}}{P_{1}}}\right)\!~\mathrm {dB} }
{\displaystyle 1\,\mathrm {dB} ={\frac {1}{10}}\,\mathrm {B} }

### Neper
Neper (po J. Napieru ili Neperu; oznaka Np) je brojčana jedinica razine određene fizikalne veličine prema odabranoj usporedbenoj vrijednosti, kada je ta razina određena prirodnim logaritmom omjera vrijednosti tih veličina, pa je poseban naziv broja jedan (Np = 1). Neper je iznimno dopuštena jedinica izvan SI. Rabi se uglavnom u elektrokomunikacijama za izražavanje gušenja signala.